# 施皮采格爾山脈

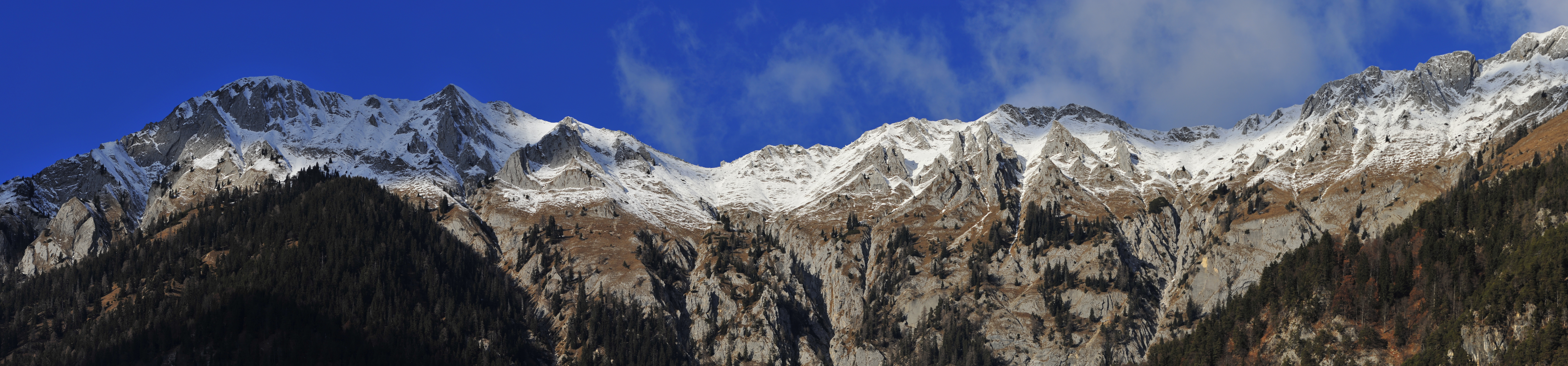

46°39′0″N 13°24′0″E / 46.65000°N 13.40000°E
施皮采格爾山脈（德語：Spitzegelgruppe），是奧地利的山脈，位於該國南部，由克恩頓州負責管轄，屬於蓋爾塔爾阿爾卑斯山脈的一部分，最高點施皮策格爾山海拔高度2,119米。